# (400209) 2007 BE46
(400209) 2007 BE46 es un asteroide perteneciente al cinturón de asteroides, descubierto el 25 de diciembre de 2006 por el equipo del Spacewatch desde el Observatorio Nacional de Kitt Peak, Arizona, Estados Unidos.

## Designación y nombre
Designado provisionalmente como 2007 BE46.

## Características orbitales
2007 BE46 está situado a una distancia media del Sol de 2,860 ua, pudiendo alejarse hasta 3,099 ua y acercarse hasta 2,621 ua. Su excentricidad es 0,083 y la inclinación orbital 15,44 grados. Emplea 1767,16 días en completar una órbita alrededor del Sol.

## Características físicas
La magnitud absoluta de 2007 BE46 es 16,5.